# Finlay Knox
Pour les articles homonymes, voir Knox.
Finlay Knox, né le 8 janvier 2001, est un nageur canadien, spécialiste des épreuves de quatre nages.

## Carrière sportive
Finlay Knox est né en Angleterre et sa famille déménage en Nouvelle-Zélande quand il est âgé de deux ans. La famille de Knox a émigré au Canada à l'année de ses sept ans,.
En février 2024, Know participe au Championnats du monde à Doha.
Lors de l'épreuve du 200 m quatre nages, il se qualifie en finale. En troisième position après le parcours de brasse, il refait son retard sur la dernière longueur et parvient à s'imposer remportant ainsi son premier titre mondial. Il devient le premier nageur canadien champion du monde depuis Brent Hayden en 2007,.

## Palmarès

### Championnats du monde

#### Grand bassin
- Championnats du monde 2024 à Doha :
  -  Médaille d'or du 200 m quatre nages.

#### Petit bassin
- Championnats du monde 2022 à Melbourne :
  -  Médaille de bronze du 100 m quatre nages.
  -  Médaille de bronze du 200 m quatre nages.